# Lasioglossum moreense
Lasioglossum moreense är en biart som först beskrevs av Cockerell 1930.  Lasioglossum moreense ingår i släktet smalbin, och familjen vägbin. Inga underarter finns listade i Catalogue of Life.

## Bildgalleri

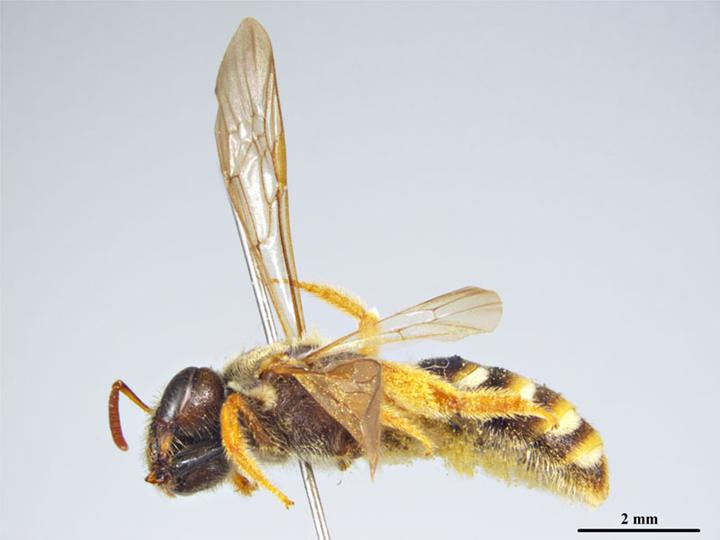
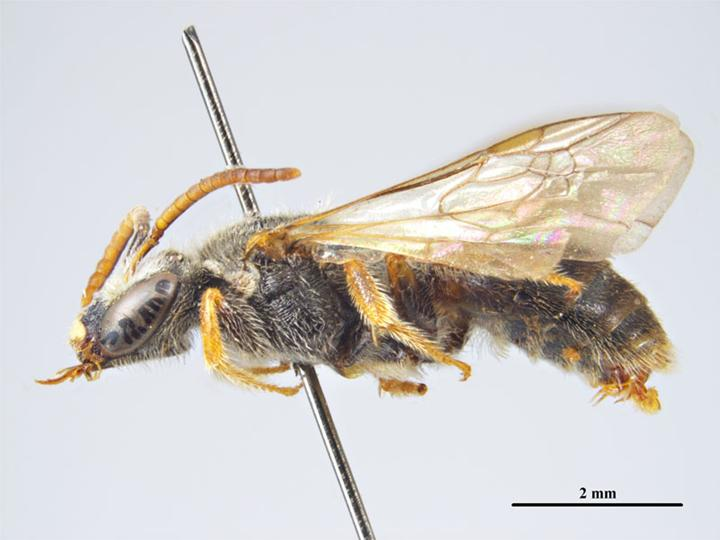